# Palazzo degli Studi (Napoli)
Il palazzo degli Studi è un palazzo di Napoli, sito in piazza Museo, nei pressi di piazza Cavour: è sede del Museo archeologico nazionale di Napoli.

## Storia

### XVI secolo
La costruzione dell'edificio fu iniziata nel 1586 come caserma di cavalleria; questa era situata subito al di fuori della cinta muraria di Napoli (che correva dove oggi si trovano i porticati antistanti la galleria Principe di Napoli). La Cavallerizza era molto più piccola dell'attuale palazzo museale ed il suo ingresso principale si apriva sul lato occidentale, sull'attuale via Santa Teresa degli Scalzi, dove tuttora è visibile, seppure murato, caratterizzato da due tozze colonne in basalto a rocchi distanziati sovrapposti. I lavori tuttavia proseguirono a rilento anche per la mancanza di acqua in zona.

### XVII secolo
Nel 1612 il viceré don Pedro Fernández de Castro, conte di Lemos decise di trasferire nell'edificio incompiuto l'università di Napoli ("palazzo dei Regi Studi"), già a San Domenico Maggiore.
I lavori di ristrutturazione furono affidati a Giulio Cesare Fontana e prevedevano nella pianta: un ampio atrio centrale che si apriva a sud (l'attuale ingresso principale), chiuso sul fondo da una grande aula absidata destinata alle solenni adunanze (la "sala dei Concorsi") illuminata da alcuni finestroni e, al di sopra dell'atrio, un ampio salone per la biblioteca; ai lati invece, simmetricamente, due cortili quadrangolari circondati da porticati sui quali si aprivano le diverse aule.
L'aspetto esterno prevedeva l'ingresso principale fiancheggiato da due colonne in marmo e due finestroni, stemmi al di sotto dei balconi, finestroni per la biblioteca, ed in cima un frontone. La facciata delle ali laterali, distinte dal solo piano terra, veniva caratterizzata da grandi finestre con timpani decorati agli apici da vasi e medaglioni contenenti dei busti, alternate a nicchie contenenti delle statue (come attestano diverse antiche stampe ed un famoso quadro di Viviano Codazzi).
Benché non fosse ancora completo, l'edificio fu inaugurato nel 1615 ma già l'anno dopo i lavori vennero interrotti per la partenza del Fontana da Napoli. Tra il 1670 e il 1688, a seguito di cedimenti e soprattutto dei gravi terremoti che colpirono la città, vennero chiuse le arcate dei porticati che davano sui cortili per sostenere maggiormente il corpo centrale e murate anche le finestre dell'aula absidata. 

### XVIII secolo

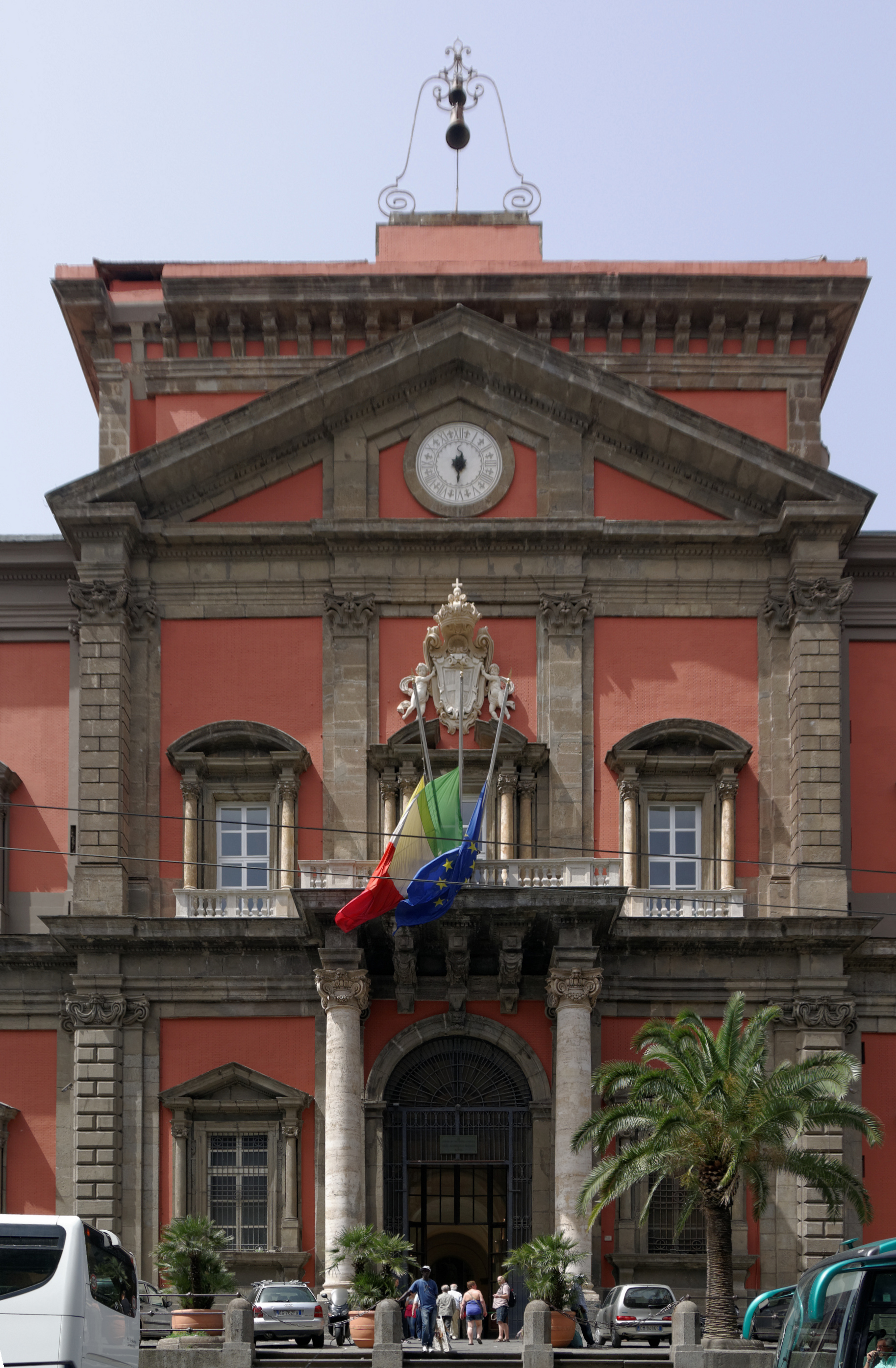
L'ingresso principale

Con l'avvento dei Borbone, re Carlo di Borbone, (dal 1759 Carlo III di Spagna), incaricò già nel 1735 Giovanni Antonio Medrano di riparare i danni subiti dal palazzo; al Medrano si deve infatti la geniale soluzione della copertura del "Gran Salone" al primo piano, col sistema del doppio tetto: uno interno di travi e tiranti lignei al quale è sospesa la volta successivamente affrescata ed un secondo ordine di capriate più alto che copre il tutto e costituisce il tetto vero e proprio.
Nel 1742 l'architetto Ferdinando Sanfelice cominciava a costruire l'ala orientale del palazzo ma i lavori vennero interrotti 17 anni dopo per la partenza del re Carlo per il trono di Spagna.
Nel 1777 Ferdinando IV decise di spostare nel palazzo, orfano dell'università, trasferità nell'ex convento del Salvatore, sia il "museo Hercolanese" dalla reggia di Portici che il "museo Farnesiano" dalla reggia di Capodimonte. I lavori di ristrutturazione vennero così affidati a Ferdinando Fuga. Costui ridusse l'atrio di ingresso da tre ad una sola navata, quella centrale, murando tutte le arcate. Lo stesso venne fatto a tutto il porticato occidentale, mentre l'aula absidata "dei Concorsi" fu abolita ed in essa realizzato l'attuale scalone monumentale, ma in piperno.
Crescenti critiche all'operato del Fuga (oscurità del corridoio di accesso, cattiva esposizione dell'accademia, costi eccessivi) fecero sì che nel 1780 la prosecuzione dei lavori fosse affidata a Pompeo Schiantarelli che non tardò a ripristinare il vecchio atrio a tre navate riaprendo le sue arcate, a realizzare davanti al palazzo il terrapieno con i relativi scaloni in basalto e poi, progettando di soprelevare l'edificio, ad abbattere i tetti a spiovente sopra le ali laterali per sostituirli con delle terrazze.
Mentre Pietro Bardellino nel 1781 realizzava l'affresco sulla volta del "Gran Salone", i lavori venivano di lì a poco interrotti un po' per la morte del Fuga, un po' per la mancanza di fondi ed infine per il terremoto nelle Calabrie del 1783 che stornò le rimanenti risorse.
Con l'arrivo a Napoli della collezione Farnese fu necessario un ampliamento dell'edificio. Il primo progetto dello Schiantarelli prevedeva di ampliare il palazzo verso nord, acquistando il giardino del convento di Santa Teresa e realizzando un'ampia galleria ad emiciclo; questo progetto fu cambiato in uno simile dove l'ampio emiciclo veniva sostituito con un altrettanto ampio corpo rettangolare con un unico cortile centrale, ovvero con due cortili simmetrici, in sostanza prevedendo un raddoppiamento dell'edificio verso nord. Tuttavia i costi eccessivi di questi progetti obbligarono lo Schiantarelli a ridimensionare il tutto in un terzo progetto. I lavori vennero ripresi nel 1790 ma l'anno dopo l'astronomo Giuseppe Casella propose di inserire nell'edificio un osservatorio astronomico che obbligò a rielaborare nuovamente l'ultimo progetto: esso prevedeva la realizzazione di un'alta torre nell'angolo nord-est dell'edificio (dove oggi è esposto il plastico di Pompei). Benché re Ferdinando IV lo avesse approvato, i lavori iniziati vennero ben presto abbandonati poiché la zona non si prestava ad un osservatorio, essendo troppo infossata. L'unico "strumento" dell'osservatorio che si riuscì a realizzare nel palazzo fu l'imponente meridiana sul pavimento del "Gran Salone", poi chiamato "Salone della Meridiana").
Durante i lavori di completamento dell'edificio, il re diede finalmente il nulla osta per l'acquisto del giardino dei padri teresiani, ma questi, ottenendo che gliene venisse lasciata una parte, obbligarono di fatto lo Schiantarelli a modificare per la quinta volta il progetto. Nel 1793, con il completamento del primo piano, raggiungendo oramai le due ali laterali la base del frontone del Gran Salone (cui facevano anche da contrafforte, rivelandosi in ciò provvidenziali per la sua tenuta e stabilità durante il terremoto del 1805), si impose di ridefinire organicamente l'aspetto esterno del palazzo. Così vennero tolte tutte le decorazioni barocche del Fontana (i pinnacoli, i vasi, i tondi con i busti e persino le nicchie con le statue) aggiungendosi soltanto delle doppie lesene agli angoli dell'edificio. Con la perdita dei suoi elementi barocchi, l'edificio acquisiva in pieno il suo aspetto tipico dell'epoca, ovvero quello di un palazzo in stile classico. Tra il 1793 ed il 1798, mentre si rivelava inconcludente ogni tentativo di realizzare i progetti di allargamento del palazzo, le soprelevazioni appena realizzate causavano i primi dissesti statici. Schiantarelli cercò di correre ai ripari ma le sue soluzioni furono criticate ancor di più. Ridotto in miseria, egli semplicemente scomparve.

### XIX secolo
Nel 1799 la realizzazione di un nuovo progetto di ampliamento del palazzo fu affidata all'architetto Francesco Maresca. Il progetto, il più grandioso di tutti, prevedeva l'occupazione di tutta la proprietà dei padri teresiani, la distruzione di due chiostri e persino l'intaccamento della chiesa. Pur essendo stato approvato dal consiglio dei ministri nel 1802, per la strenua opposizione dei conventuali esso non fu mai realizzato e neppure cominciato. Ciò non impedì che proseguissero comunque i lavori di completamento dell'edificio esistente. Dal 1808 e fino al 1813 vennero posati, nelle sale occidentali del primo piano, come pavimenti i mosaici rinvenuti negli scavi archeoligici vesuviani. Inoltre altri piccoli lavori a nord del palazzo portarono nel 1810 alla scoperta di una delle importanti necropoli della greca Neapolis: la necropoli di Santa Teresa. L'aspirazione a voler ingrandire il palazzo venne tuttavia drasticamente ridimensionata e scoraggiata dopo l'apertura fra il 1807 e il 1809 del corso Napoleone, la nuova strada di collegamento fra il palazzo degli Studi e la reggia di Capodimonte (oggi via Santa Teresa degli Scalzi e corso Amedeo di Savoia), in quanto con essa vennero ben presto ceduti ed occupati da privati cittadini i terreni contigui in modo da edificarvi palazzi ed abitazioni.
Nel 1852, con l'abbattimento dei granai di Napoli (le cosiddette "Fosse del Grano"), via Toledo veniva prolungata fino al palazzo degli Studi, aprendosi così l'attuale via Pessina. Con il successivo abbattimento delle mura cinquecentesche della città e della porta di Costantinopoli, l'edificio entrava a pieno titolo a far parte del tessuto urbano della città.
Nel 1866 l'architetto Giovanni Riegler proponeva al comune un progetto che prevedeva un parco pubblico tra l'attuale piazza Dante ed il palazzo, quest'ultimo facente da quinta scenografica in fondo al parco. Il progetto non venne realizzato per interessi speculativi edilizi che destinarono quei suoli alla costruzione di nuove abitazioni (quelle che tuttora sussistono nell'area) prima che il progetto di Riegler potesse essere approvato. A questo punto si cercò di riparare realizzando, fra il 1870 ed il 1883, un nuovo "raccordo" fra il palazzo e la città: la galleria Principe di Napoli.

### XX e XXI secolo
Nel 1920, dopo 335 anni, venne terminata la costruzione dell'edificio museale, completando gli ultimi ambienti del secondo piano nella parte rimasta incompleta, quella orientale (oggi occupata dal medagliere).
Nel 1929 si realizzò finalmente un ingrandimento del palazzo, il cosiddetto "braccio nuovo". Il nuovo spazio era ben misera cosa se si considerano i grandiosi progetti di Schiantarelli e Maresca; difatti esso consiste in una galleria costruita a ridosso del muro di contenimento del giardino dei padri teresiani (nella quale verranno esposte iscrizioni ed epigrafi), soprelevata poi nel 1932 di un piano destinato ad accogliere la nuovissima "sezione di tecnologia e di meccanica antica". 
L'edificio e le sue collezioni venne gravemente danneggiato dal terremoto del 23 luglio 1930: l'occasione fu colta per rimetterlo a nuovo. Superò quasi indenne i bombardamenti della seconda guerra mondiale.
A partire dagli anni sessanta l'edificio mostrò aggravarsi quei segni di dissesto che già lo avevano afflitto in passato, dissesti dovuti proprio al fatto che esso era privo di quelle sottofondazioni adeguate a sostenere un piano superiore che non era stato previsto nei progetti originari. Le gravi lesioni che interessarono soprattutto l'ala occidentale, rendendola inagibile, obbligarono a sgomberarla completamente da tutte le collezioni che l'occupavano. A partire dal 1967 furono intrapresi radicali lavori di consolidamento e di restauro architettonico dell'edificio, a cominciare dalla copertura del salone della Meridiana, per poi passare nel 1970 all'ala occidentale dove gli interventi impiegarono dieci anni.
A conclusione di essi, nel 1986 è stato possibile ripristinare il porticato intorno al cortile occidentale, abbattendo i muri eretti nelle arcate da Ferdinando Fuga. Le arcate, così liberate, sono state in parte richiuse con enormi lastre di vetro trattenute da tiranti in acciaio, con lo scopo da un lato di ridare al porticato la sua luminosità originaria e dall'altro di preservare dalle intemperie le opere esposte. Con l'occasione si sono anche voluti rimettere a nudo le strutture più antiche del palazzo, i pilastri in piperno ed i muri in laterizi che avevano caratterizzato l'edificio della Cavallerizza ed i primissimi interventi edilizi di Giulio Cesare Fontana, liberandoli dagli intonaci e stucchi che li ricoprivano.
Lavori riguardanti il cosiddetto Braccio Nuovo sono stati realizzati a partire dagli anni 2010.

## Salone della Meridiana

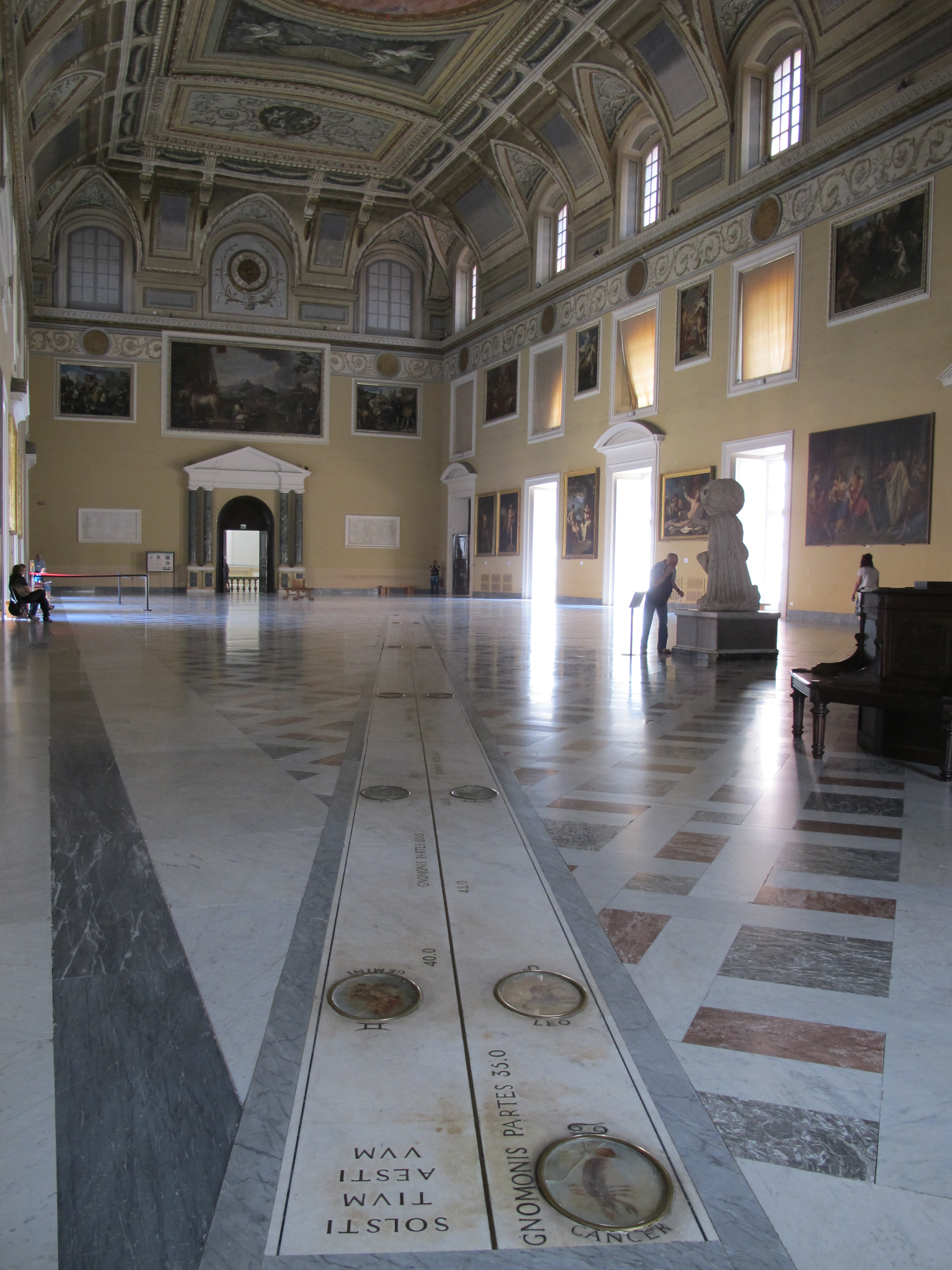
Salone della Meridiana, opera dell'architetto Giovanni Antonio Medrano. In primo piano, sul pavimento, la meridiana.

Si trova al primo piano, alla fine della rampa centrale dello scalone monumentale.
Un tempo chiamato Gran Salone, è un enorme salone seicentesco, di forma rettangolare (54×20×27 m), illuminato da porte-finestre che si aprono lungo tre pareti, quelle laterali affacciantesi sui cortili interni, mentre quelle della parete sud provviste di balconi, collocate subito al di sopra dell'ingresso principale del museo. Altri due ordini di finestre scandiscono le pareti laterali, di cui quelle superiori sono poste all'attacco della volta. Quest'ultima, fin dal primo secolo di esistenza dell'edificio, in precarie condizioni statiche proprio per l'ampiezza del salone, a seguito dei terremoti del 1686 e 1688 divenne a tal punto fatiscente che nel 1735 il re Carlo incaricò Giovanni Antonio Medrano di ricostruire la copertura oramai completamente rovinata. Il Medrano escogitò la geniale soluzione del doppio tetto: uno interno di travi e tiranti lignei ai quali è sospesa la volta (successivamente affrescata); ed un secondo ordine di capriate più alto che copre il tutto e costituisce il tetto vero e proprio.
Nel 1781 Pietro Bardellino realizzò sulla volta ricostruita l'affresco che ancora si può ammirare: si tratta di una celebrazione delle virtù di Ferdinando IV e di sua moglie la regina Maria Carolina (i cui ritratti ha raffigurato dipinti su di uno scudo bronzeo), quali protettori delle arti; queste ultime si riconoscono perfettamente nelle numerose figure allegoriche che popolano il cielo, ciascuna delle quali tiene dei simboli che la caratterizzano. La scritta "IACENT NISI PATEANT" suggerisce il programma e la liberalità del re che vuole affermare che le cose d'arte languono se non vengono esposte e fruite dal pubblico. Il grande affresco è stato restaurato nel 1904, mentre nel 1967-1968 sono stati intrapresi restauri al tetto del gran salone che hanno visto la sostituzione di capriate fatiscenti, l'impermeabilizzazione delle falde e la sostituzione delle tegole di copertura.

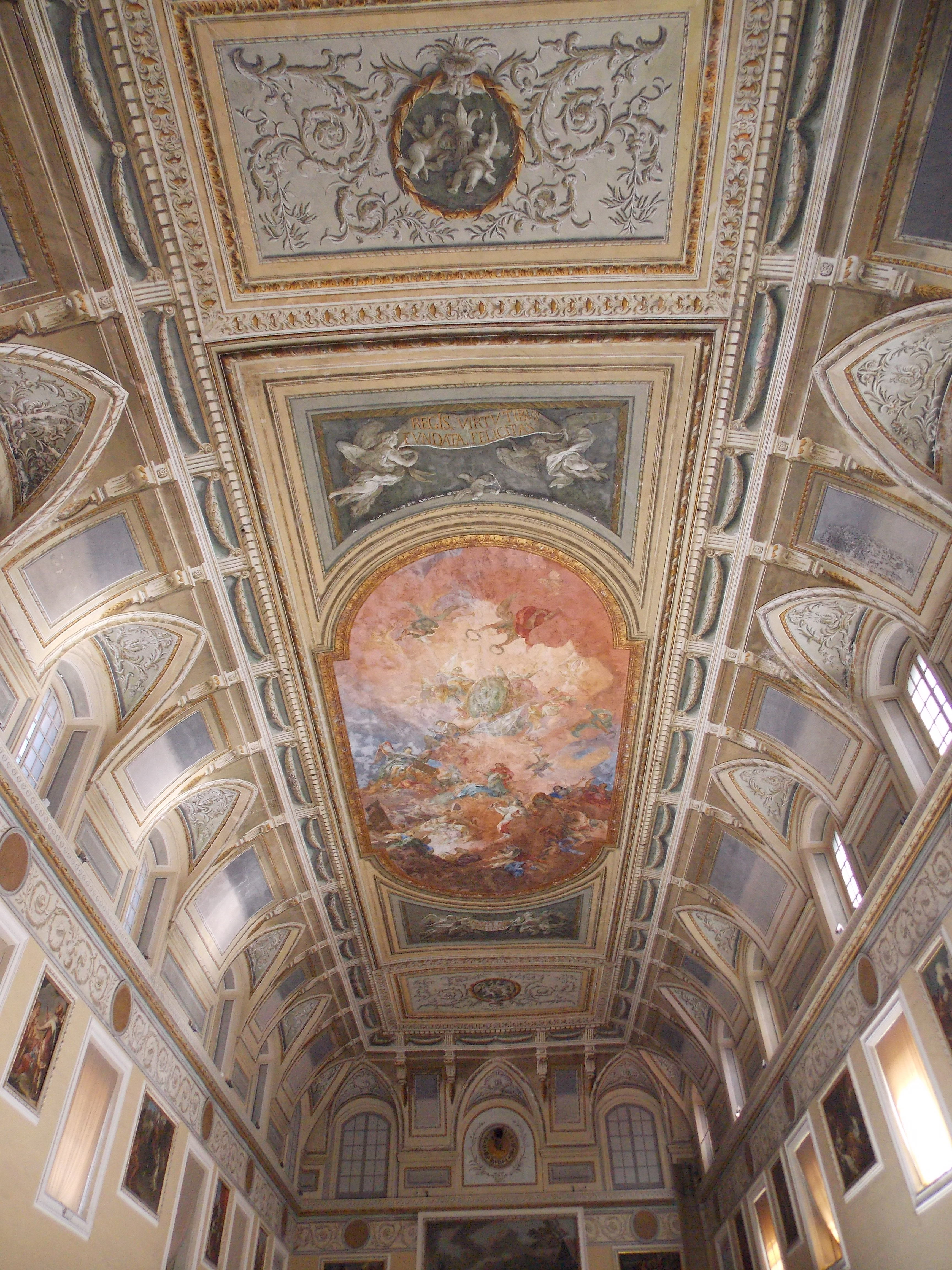
Il soffitto

Lungo le pareti del Salone, mentre nella parte inferiore vi sono diversi quadri ottocenteschi in stile "pompier" di soggetto mitologico o storico, di non grande valore (in prestito temporaneo dal museo di Capodimonte), nel registro superiore invece vi sono numerose tele del pittore genovese Giovanni Evangelista Draghi, che celebrano le gesta di Alessandro Farnese nelle Fiandre, pitture un tempo esposte in palazzo Farnese a Piacenza.
Ai lati della porta d'ingresso che dà sullo scalone monumentale, vi sono infine una coppia di epigrafi marmoree in latino del 1616. Collocate un tempo all'esterno del palazzo, al di sopra delle finestre che fiancheggiano l'attuale ingresso principale, esse celebrano l'una le benemerenze politiche del viceré don Pedro Fernández de Castro conte di Lemos, mentre l'altra ricorda il trasferimento dell'università degli Studi nell'attuale palazzo del museo.
Originariamente il Salone fu destinato a biblioteca ("Librarìa publica") quando il palazzo era ancora sede dell'università napoletana; poi nel 1777, divenuto l'edificio real museo Borbonico, vi fu trasferita la biblioteca Farnese che qui rimase fino al 1925, anno in cui tutta quanta la biblioteca nazionale fu trasferita a palazzo Reale.
La meridiana disegnata nel pavimento è quanto rimane, insieme alla rosa dei venti ed al lunario, del progetto di Giuseppe Casella che nel 1791 volle qui installare un osservatorio astronomico. Funziona, tuttavia, e il raggio di sole che dal foro esistente nella parete in prossimità dell'angolo sud-ovest penetra nella sala intorno a mezzogiorno (per la precisione dalle 11:45 alle 12:30), indica da un lato il periodo dell'anno (in estate, essendo maggiormente zenitale, cade più verso l'inizio della meridiana, presso la finestra; in inverno, essendo i raggi bassi, si trova maggiormente all'altra estremità della meridiana, verso il centro del salone), dall'altro lato indica i mesi dell'anno, al posto dei quali vi sono dei graziosi tondi dipinti con i simboli delle costellazioni dello zodiaco. Al cambio della costellazione zodiacale, il raggio di sole attraversa con molta precisione il relativo tondo.
È esposta nel salone, benché facente parte della collezione Farnese, la celebre statua dell'Atlante Farnese, databile al II secolo d.C., rinvenuta a Roma presso porta Pinciana. La scultura, che mostra Atlante che sorregge il globo del cielo stellato, lascia ancora oggi gli studiosi perplessi: infatti, mentre su di essa sono segnate con immagini simboliche numerose costellazioni dell'emisfero boreale (tra cui ben riconoscibili sono quelle facenti parte dello zodiaco), dall'altro lato non mancano diverse costellazioni che invece fanno parte e sono visibili unicamente nell'emisfero australe. Le costellazioni all'estremo sud, sconosciute agli antichi, si collocherebbero invece sulla parte non visibile del globo, lì dove esso poggia sulla spalla di Atlante.